# Vinnie Sunseri
Vinnie Sunseri (Pittsburgh, 27 settembre 1993) è un ex giocatore di football americano e allenatore di football americano statunitense che ha militato nel ruolo di safety nella National Football League (NFL).
Fu scelto nel corso del quinto giro (167º assoluto) del Draft NFL 2014. Al college giocò a football all'Università dell'Alabama vincendo due campionati NCAA.

## Carriera da giocatore

### New Orleans Saints
Sunseri fu scelto nel corso del quinto giro del Draft 2014 dai New Orleans Saints. Debuttò come professionista subentrando nella gara della settimana 1 contro gli Atlanta Falcons. La sua prima stagione si chiuse con 5 tackle in 9 presenze.